# Аламдарян, Арутюн Манукович
Арутюн Манукович Аламдарян (арм. Հարություն Մանուկի Ալամդարյան; 14 [25] января 1795 или 25 января 1795, Астрахань — 25 мая [6 июня] 1834, 24 мая [5 июня] 1834 или 5 июня 1834, Нахичевань-на-Дону, Екатеринославская губерния) — армянский поэт, педагог и общественный деятель; поборник присоединения Восточной Армении к России; автор «Краткого русско-армянского словаря». Зачинатель романтизма в армянской литературе

## Биография
Родился 14 января (25 января по новому стилю) 1795 года в Астрахани.
В 1808—1810 годах обучался в училище Никогаеса Агабабяна в Астрахани, где преподавал до 1813 года.
Затем служил священником в Московской армянской церкви.
Вольнослушателем Московского университета он посещает лекции по истории, философии, читает произведения Байрона и Шелли, увлекается творчеством Жуковского и Карамзина.
В 1814 году в Москве готовил учеников для поступления в Лазаревское училище.
В 1815—1821 годах Аламдарян был первым ректором Московского Лазаревского института восточных языков, где занимался и преподавательской деятельностью.
Из-за своих взглядов на воспитание вступил в конфликт с Микаэлом Салатяном, церковником-мхитаристом, и покинул институт.
В 1824—1830 годах работал в школе Нерсисян в Тифлисе, где был ректором, преподавателем и управляющим типографией.
Овдовев, Аламдарян принял монашество, некоторое время был викарием Закавказской армянской епархии, а в 1833—1834 годах — настоятелем монастыря Святого Креста в Новом Нахичеване. Погиб 24 мая (5 июня по новому стилю) 1834 года в Нахичевани-на-Дону при нападении разбойников на монастырь Сурб-Хач. Похоронен у стен церкви Сурб Хач.

## Труды
- «Краткий русско-армянский словарь» (М., 1821).
- Учебное пособие «Русско-армянская краткая и практическая грамматика» (1814), заложившего основы методики преподавания русского языка в армянской школе.
- Педагогическое сочинение «Список обязанностей учителей» (1825), где детально рассмотрел проблему взаимоотношений учащихся и учителя в школе и вне её.

## Поэзия
Первый армянский поэт-романтик. Один из представителей т. н. «переходного периода» пытавшихся перейти из грабара на ашхарабар. Был лично знаком с Грибоедовым и декабристом И. И. Пущиным.
Сборник стихов под названием «Чапабераканк» («Стихи») был издан в Петербурге в 1884 г.
В своих стихах Аламдарян воспевал чувство любви, передает тоску и страдания человека («Лицо моей любимой — и бело, и румяно», «Танцевальная», «Грезы», «Отверженный соловей», «Весна» и др.).